# Lazarevac
Lazarevac (em cirílico:Лазаревац) é uma vila e um município da Sérvia localizada no distrito de Belgrado, na região de Kolubara. Possuía uma população de 58511 habitantes segundo o censo de 2002.

## Demografia
| 1948  | 1953  | 1961  | 1971  | 1981   | 1991   | 2002   |
| ----- | ----- | ----- | ----- | ------ | ------ | ------ |
| 3 129 | 3 511 | 5 620 | 7 795 | 13 354 | 22 459 | 23 551 |